# Eremurus cappadocicus
Eremurus cappadocicus är en grästrädsväxtart som beskrevs av Jacques Étienne Gay och John Gilbert Baker. Eremurus cappadocicus ingår i släktet Eremurus och familjen grästrädsväxter. Inga underarter finns listade i Catalogue of Life.